# Worship the Glitch
Workship the Glitch - eksperymentalny album studyjny ELpH vs. Coil, wydany w roku 1995 przez wytwórnię Eskaton. ELpH to nazwa którą Coil używa do opisania przypadkowych muzycznych kompozycji i jest to jak dotąd jedyny album zespołu wydany oficjalnie jako "ELpH vs. Coil". W 1994 roku jednakże, grupa wydała minialbum Born Again Pagans, który wydany został jako "Coil vs. ELpH".

## Lista utworów

### Wydanie CD
1. "Dark Start" – 4:12
2. "Opium Hum" – 2:37
3. "Caged Birds" – 1:33
4. "The Halliwell Hammers" – 2:39
5. "Clorax Hurd" – 3:00
6. "The Halliwell Hammers (2)" – 3:43
7. "We Have Always Been Here" – 6:11
8. "Manunkind" – 1:23
9. "Bism" – 4:58
10. "Hydlepark" – 6:00
11. "Hysteron Proteron Jewel" – 2:18
12. "Decadent & Symmetrical" – 1:51
13. "Mono" – 5:27
14. "The Halliwell Hammers (3)" – 3:36
15. "Anything That Flies" – 3:09
16. "Ended" – 1:14

### Wydanie winylowe 2X10"[1]
Strona A - IT NEVER HURTS...
1. "Dark Start" – 4:12
2. "Opium Hum" – 2:37
3. "Caged Birds" – 2:06
4. "The Halliwell Hammers" – 2:04
5. "Clorax Hurd" – 3:00

Strona B - UNLESS YOU CATCH YOUR FINGER IN IT.
1. "The Halliwell Hammers (2)" – 3:43
2. "We Have Always Been Here" – 6:11
3. "Manunkind" – 1:23

Strona C - ∞ TRANSMITTER
1. "Bism" – 5:48
2. "Hydlepark" – 5:05
3. "Hysteron Proteron Jewel" – 2:18

Strona D - AUM GENERATOR
1. "Decadent & Symmetrical" – 1:51
2. "Mono" – 5:27
3. "The Halliwell Hammers (3)" – 3:36
4. "Anything That Flies" – 3:09
5. "Ended" – 1:14